# Stülpmaullippfisch
Der Stülpmaullippfisch (Epibulus insidiator (ἐπίβουλος = insidiator „der Hinterhältige“)), schon früh mit dem heute antiquiert klingenden Namen „Erlister“ belegt, zählt zu den Extremformen des Nahrungserwerbs unter den Knochenfischen, obwohl man ihm dies zunächst kaum ansieht. 
Er gleicht im Körperumriss anderen Cheilininen – lediglich vor den Bauchflossen kann man eine auffallendere tiefe Falte entdecken, solange der Fisch ruhig dahinschwimmt. Kommt er aber in die Nähe eines kleineren Beutetiers (Garnele, Fisch), kann er plötzlich das recht kleine Maul um 65 % der Kopflänge vorschnellen und das Opfer einsaugen. Er ähnelt hiermit nur dem (sogar noch größermäuligen) Cichliden Petenia, etwas noch dem Tiefseefisch Stylephorus, und sehr entfernt einer Libellen-Larve (mit „Fangmaske“). Durch den Maxillarapparat bekommen viele Teleostei (Echte Knochenfische) etwas wie eine Greif-Extremität am Maul (vgl. Krebse, Kopffüßer).

## Name
Der englische Name slingjaw wrasse bedeutet frei übersetzt etwa „Schleudermaullippfisch“. Longjaw wrasse ist irreführend (der Zwischenkiefer ist ja nicht lang – der Name passte besser auf Gomphosus). Die australische Bezeichnung ist telescope fish, im Französischen trompeur („Betrüger“). Der deutsche Name Stülpmaul ist semantisch unrichtig, hat sich aber durchgesetzt.

## Beschreibung
Der knapp über 50 cm lang werdende Rifffisch ist oft bunt, farbvariabel (aber nicht physiologisch farbwechselnd) und auch sexualdimorph in der Färbung. Die Species ist protogyn (d. h. Weibchen können später zu Männchen werden). Jungfische sind braun, bekommen aber bald dünne weiße Streifen (Abbildung). Später werden manche ganz gelb (Xanthismus), andere bleiben großteils braun oder haben dazu gelbe Flecken; die Brustflossen sind oft dunkel. Männchen (ab etwa 25 cm) sind dunkel(braun) mit weißem Kopf (mit dunklem Band durchs Auge), später meist mit gelbroten Flecken am Rücken o. ä.; Territorialität in der Laichzeit wurde beobachtet. Etliche Varietäten wurden als „neue Arten“ beschrieben (siehe Abbildung). Epibulus brevis Carlson, Randall et Dawson 2008 ist hingegen eine echte (zweite) Art der (von Georges Cuvier 1815 aufgestellten) Gattung.

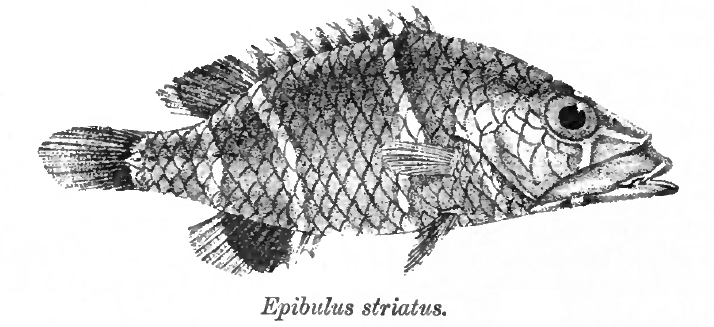
Jungfisch, wegen Streifenzeichnung von Francis Day 1889 als eigene Art aufgefasst.

- Flossenformel: D IX–X/9–11, A III/8–9, P 12, C 11 (Schwanzflosse rundlich, aber mit ausgezogenen Ecken; mitunter fast schwarz, oder aber heller als der Rumpf).
- 20–23 Seitenlinien-Cycloidschuppen (entsprechend der Wirbelzahl).
- 46 oder 48 Chromosomen (diploid).

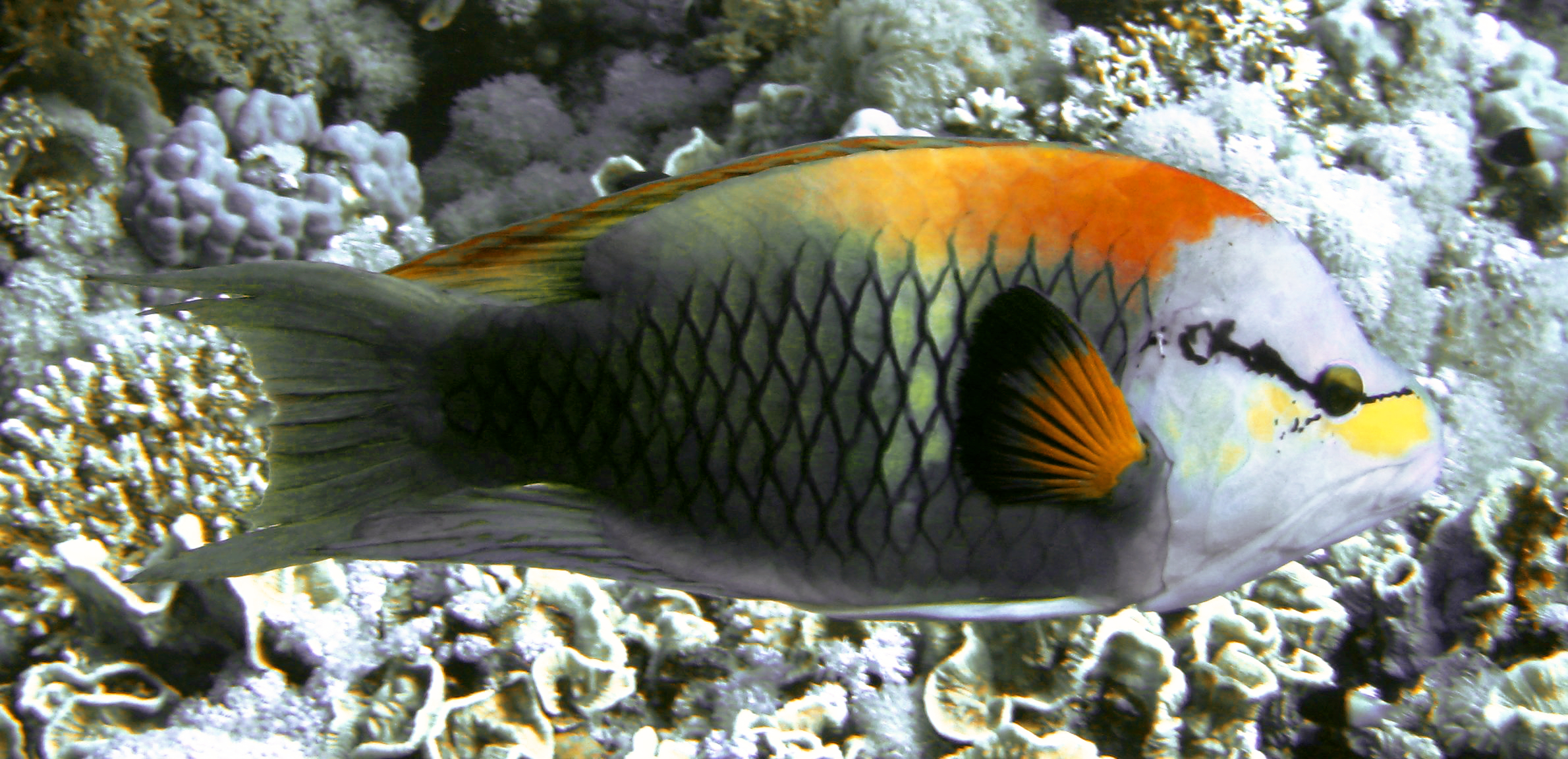
Der Unterkiefer reicht bis zur Bauchflossenbasis!

Suspensorium und Maxillarapparat (siehe Fischmaul): Das Kopfprofil ist vor den Augen eingesattelt oder auch gebuckelt. Unterkiefer und Prämaxillarfortsatz (mit Rostralknorpel) sind sehr lang und reichen fast bis zum Hinterrand des Schädels; der Kieferstiel ist daher wie bei Sardellen und vielen großmäuligen Tiefseefischen caudoventral gerichtet (Maul aber nicht groß, wie bei Stylephorus). Das sonst flächige Suspensorium ist in schmale, gegeneinander bewegliche Elemente zerlegt. Aktiviert wird der Maxillarapparat (wie auch sonst mitunter) durch Oberschädelhebung (Drehung gegen die Wirbelsäule). Dabei zieht ein (paariges) Ligament vom Vomer zum Interoperculare (die einzige bedeutende „Innovation“!) dieses und damit Quadratum und Unterkiefer vorwärts; das Prämaxillare gleitet vor und das Maxillare schwingt ebenfalls vor, das Maul öffnet sich und wird rundlich. Sobald ein „toter Punkt“ der Vorstreckung überwunden ist, wird das Neurokranium wieder gesenkt. Die Protraktion oder Protrusion ist nach vorne und etwas nach oben gerichtet.
Der Unterdruck des Einsaugens wird in der üblichen Weise durch Quer-Erweiterung der Mundhöhle, Abspreizung der Kiemendeckel und Absenkung der Hyoide erzeugt. Die Kiefer-Bezahnung ist schwach (nur vorne einige etwas größere Zähne; das Pharyngealgebiss ist aber quetschend). Die Einfaltung der „Maulröhre“ erfolgt nicht abweichend von der anderer Maxillarapparate. Interessant ist aber, dass Epibulus gerne Putzer-Stationen aufsucht und seine „Röhre“ von außen und innen säubern lässt, da die tiefen Falten Fremdkörpern oder gar Parasiten Ansatz gewähren konnten. Anfangs dachte man, der Fisch „schieße“ wie Toxotes. Erste Erklärungen der Protrusion (des Vorstoßens der Maulröhre) lieferte H.C. Delsman (1925); die genaue funktionelle Analyse des Mechanismus stammt von Westneat und Wainwright (1989).

## Verbreitung
Epibulus insidiator lebt substratnah im Indischen Ozean (Rotes Meer bis Südafrika) und Westpazifik (zwischen Südjapan, Hawaii, Tuamotu und Neukaledonien) in Riff-Lagunen und an Außenkanten (Abhängen, z. B. am Great Barrier Reef; bis in etwa 40 m Tiefe), meist einzellebend; mitunter mit driftendem Pflanzenmaterial unterwegs zu Nachbarinseln (Buntheit als Mimikry?). 
Lokal wird er als Speisefisch gefangen (obwohl möglicherweise zeitweise giftig). Es besteht eine Gefahr der Überfischung als Blickfang für Schauaquarien.